# Vintjärnen (Burträsks socken, Västerbotten, 715088-170770)
Vintjärnen är en sjö i Skellefteå kommun i Västerbotten och ingår i Sävaråns huvudavrinningsområde.